# Гондола самолёта

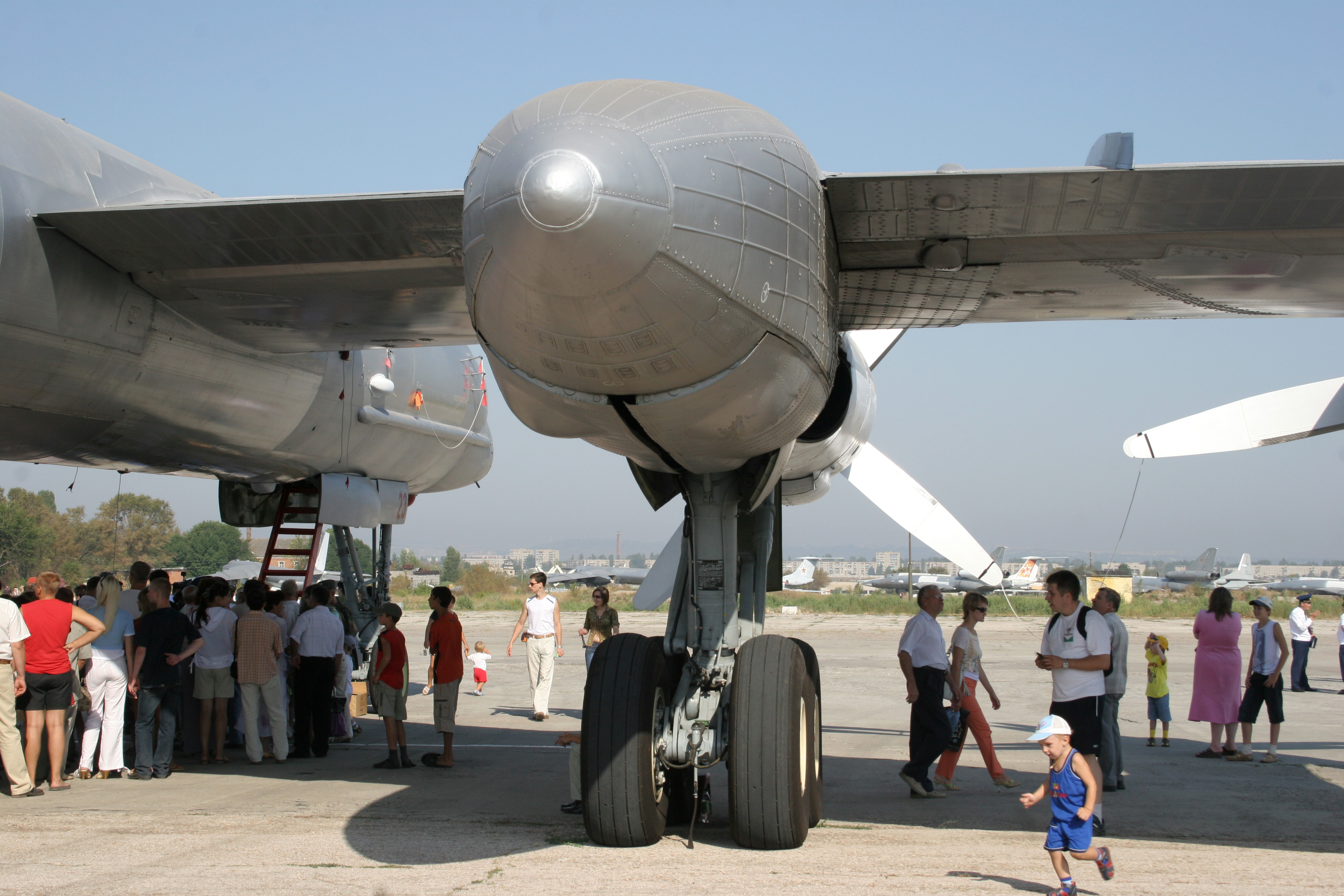
Стойка шасси Ту-95МС, убирающаяся в гондолу двигателя.

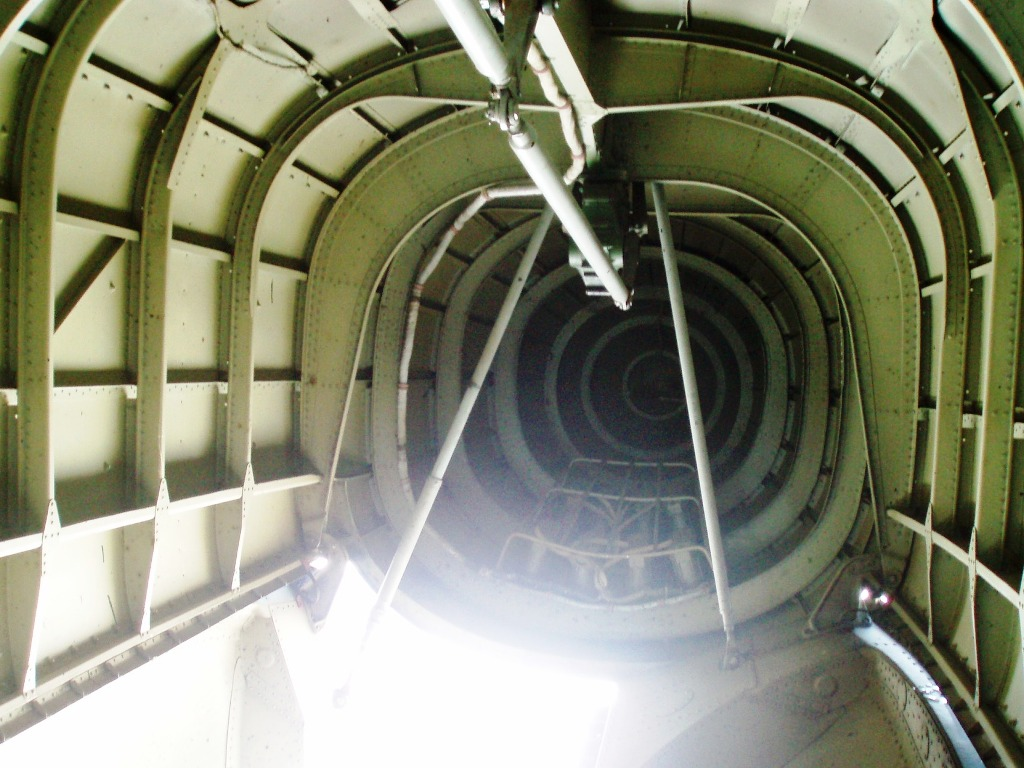
Гондола основной опоры шасси Ту-95 внутри.

Гондола — элемент конструкции летательного аппарата (дирижабля, самолёта, вертолёта и так далее), имеющий обтекаемую форму и предназначенный для размещения экипажа, двигателя, шасси и других устройств летательного аппарата.
Так как первые конструкторы и авиаторы были в основном из флотских офицеров, то были и заимствованы многие слова, в том числе и гондола — венецианская гребная одновесельная лёгкая лодка особой формы (шлюпка).

## История
В период исторического развития человечества многие люди стремились покорить «пятый океан», и для его покорения придумывали для этого всевозможные устройства для воздухоплавания. Так появились воздушные шары, аэростаты и дирижабли, а позднее самолёты и другие летательные аппараты.
На неуправляемых аэростатах для помещение для пилотов, пассажиров, инструментов, балласта, двигателя и приборов управления была придуманы гондола. Позднее это название закрепилась и в авиастроении как элемент конструкции и самолёта.

## Гондола внешнего двигателя

Анимация ТРДД. 1. Гондола; 2. Вентилятор; 3. Компрессор низкого давления; 4. Компрессор высокого давления; 5. Камера сгорания; 6. Турбина высокого давления; 7. Турбина низкого давления; 8. Сопло активной зоны; 9. Веерная насадка

Мотогондола служит для размещения двигателя, его агрегатов и элементов других систем. Конструкция гондолы образует плавные аэродинамические контуры, направляет воздух в компрессор, защищает двигатель и агрегаты от пыли, грязи, атмосферных осадков и механических повреждений. Гондолы внешних двигателей расположены симметрично относительно оси самолёта.
Гондолы должны обеспечивать удобный доступ к двигателю и агрегатам, расположенным на нём, для осмотра, замены и технического обслуживания. Для этого они имеют системы легкосъёмных или откидных крышек. Гондолы двигателей представляют собой тонкостенные конструкции, аналогичные конструкции фюзеляжа. Полумонококовая конструкция состоит из жёстких панелей, образующих замкнутую силовую оболочку. Каркасная конструкция отличается тем, что имеет силовой каркас. Гондола такой конструкции воспринимает также нагрузки от двигателя и передаёт их на планер.

## Гондола шасси

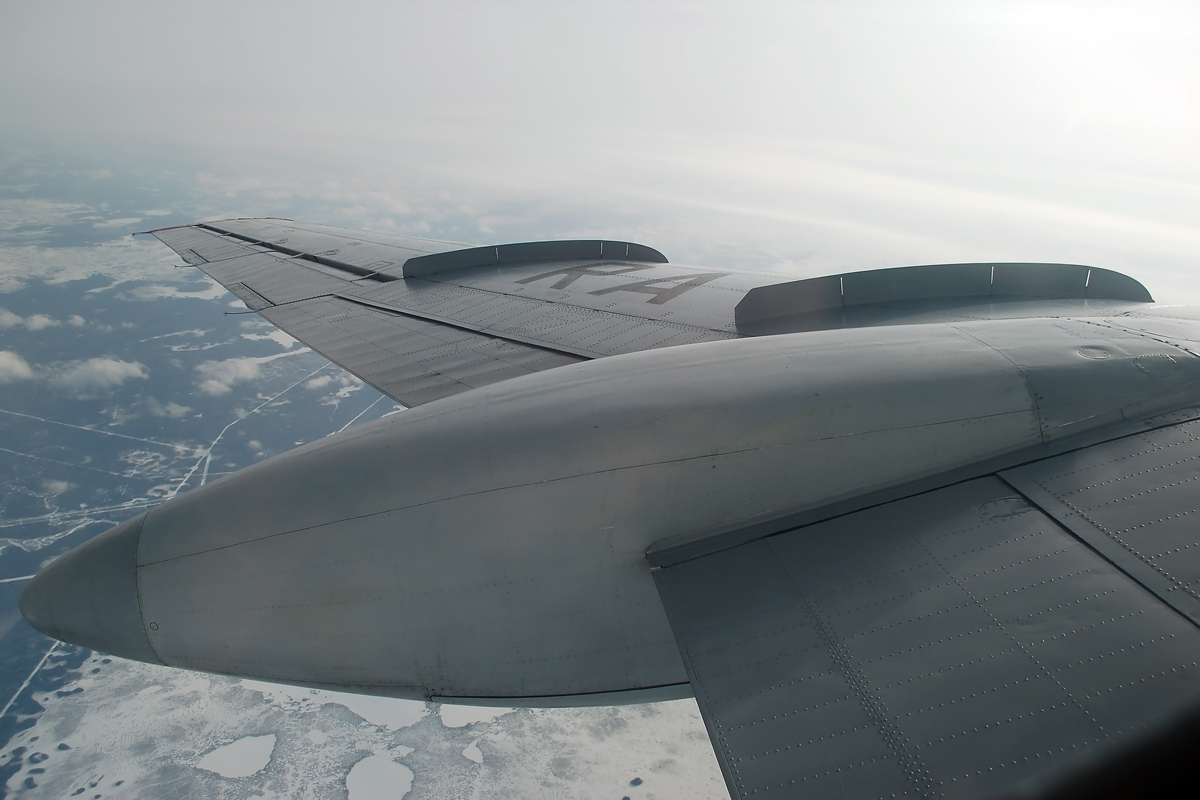
Гондола шасси Ту-134.

Гондолы шасси служат для размещения в убранном положении главных 
стоек шасси. Самолётные шасси убираются по-разному: некоторые убирают стойки в специальные гондолы (Ту-134 и Ту-154). Другие — в центр фюзеляжа как на большинстве самолётов, в их числе Airbus A320.
Уборка основных стоек шасси высокоплана (Ту-95, Ан-26) представляет отдельную проблему. При расположении двигателей на крыле, основные стойки шасси можно крепить к крылу и убирать в мотогондолы или хвостовые балки (при двухбалочной схеме). Однако стойки при этом имеют значительную высоту и вес. Другим возможным вариантом является размещение стоек на фюзеляже. Этот вариант требует усиления конструкции фюзеляжа для восприятия нагрузок при посадке и сопровождается дополнительным увеличением веса. В случае уборки стоек и колес шасси в фюзеляж это увеличение веса фюзеляжа повышается из-за компенсации соответствующего выреза. В случае уборки колес и стоек шасси в обтекатели на фюзеляже появляется дополнительный вес этих обтекателей. Частично увеличение веса из за уборки шасси в фюзеляж низкоплана компенсируется более короткими стойками по сравнению с шасси для высокоплана. Кроме того, при размещении шасси на фюзеляже трудно получить широкую колею основных стоек шасси.
На практике вариант размещения основных стоек шасси на фюзеляже высокоплана как правило применяется в случае неубирающегося шасси. У низкопланов шасси могут убираться в гондолы двигателей, в отсек фюзеляжа или в отсек между лонжеронами крыла.

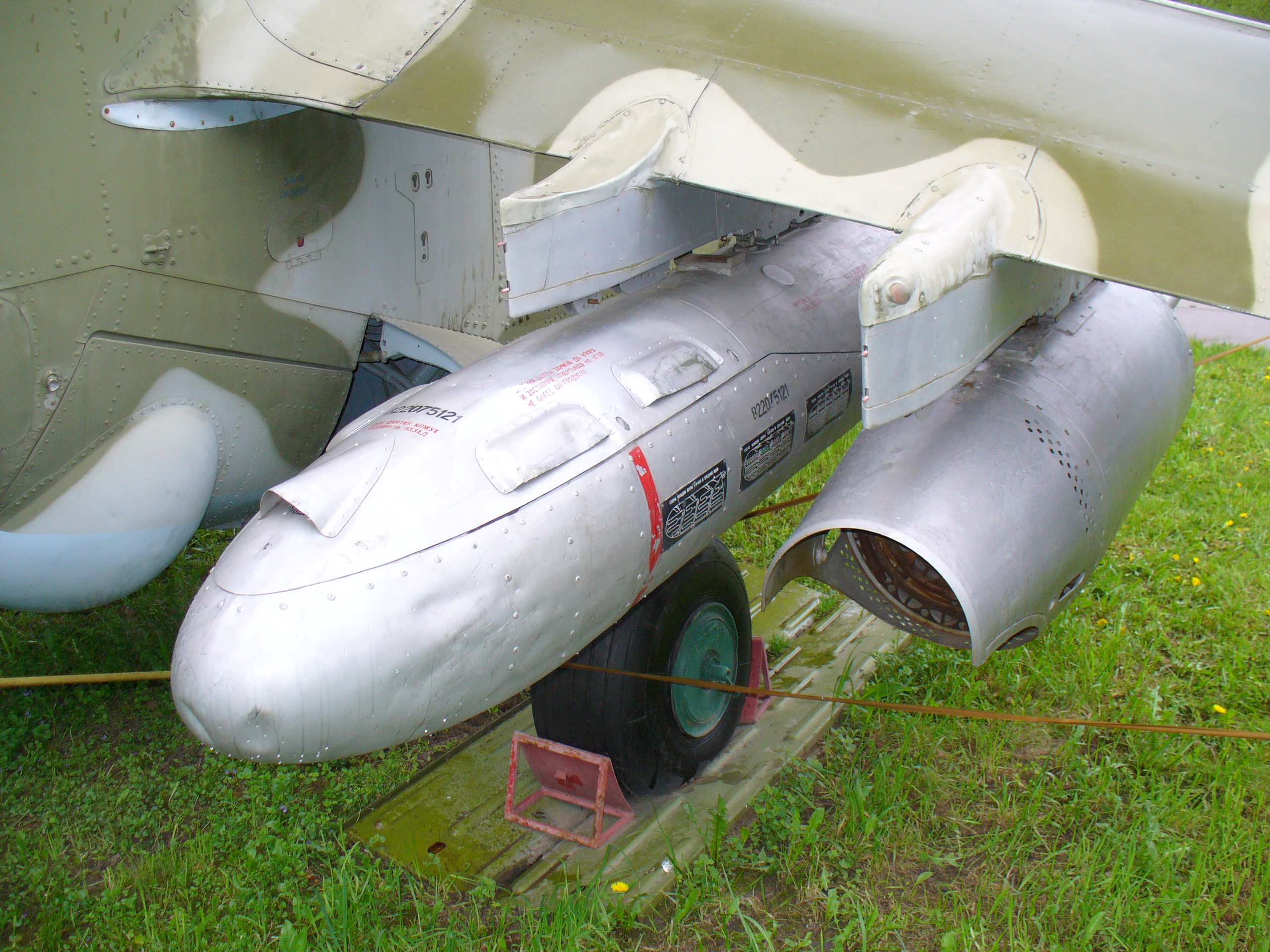
Универсальная вертолётная гондола Ми-24В для двух пулемётов ГШГ и одного пулемёта ЯкБ.
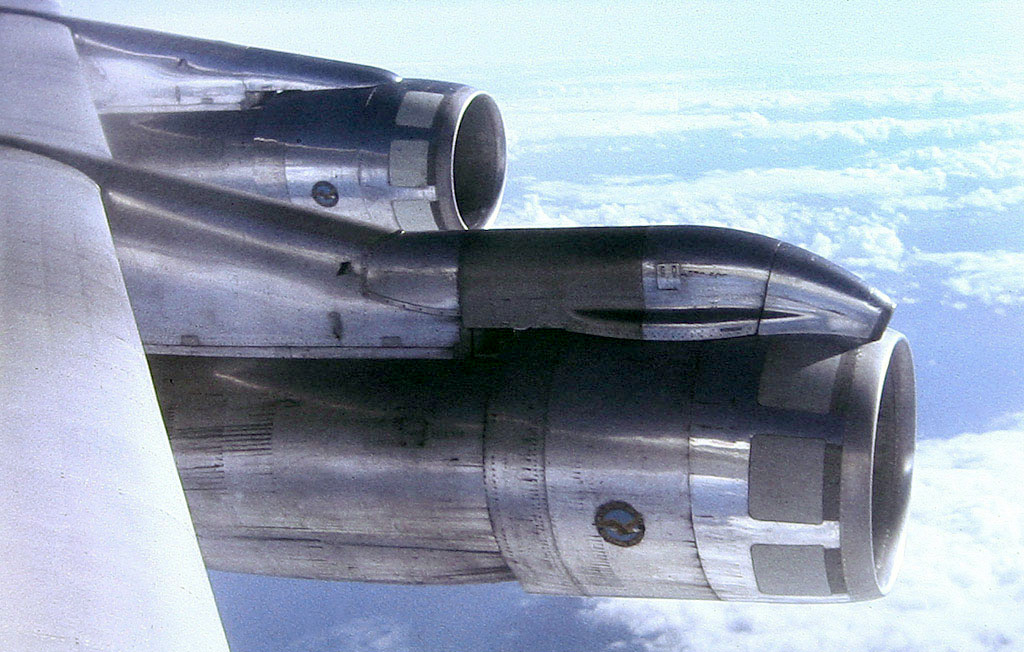
Мотогондолы двигателей Boeing 707.
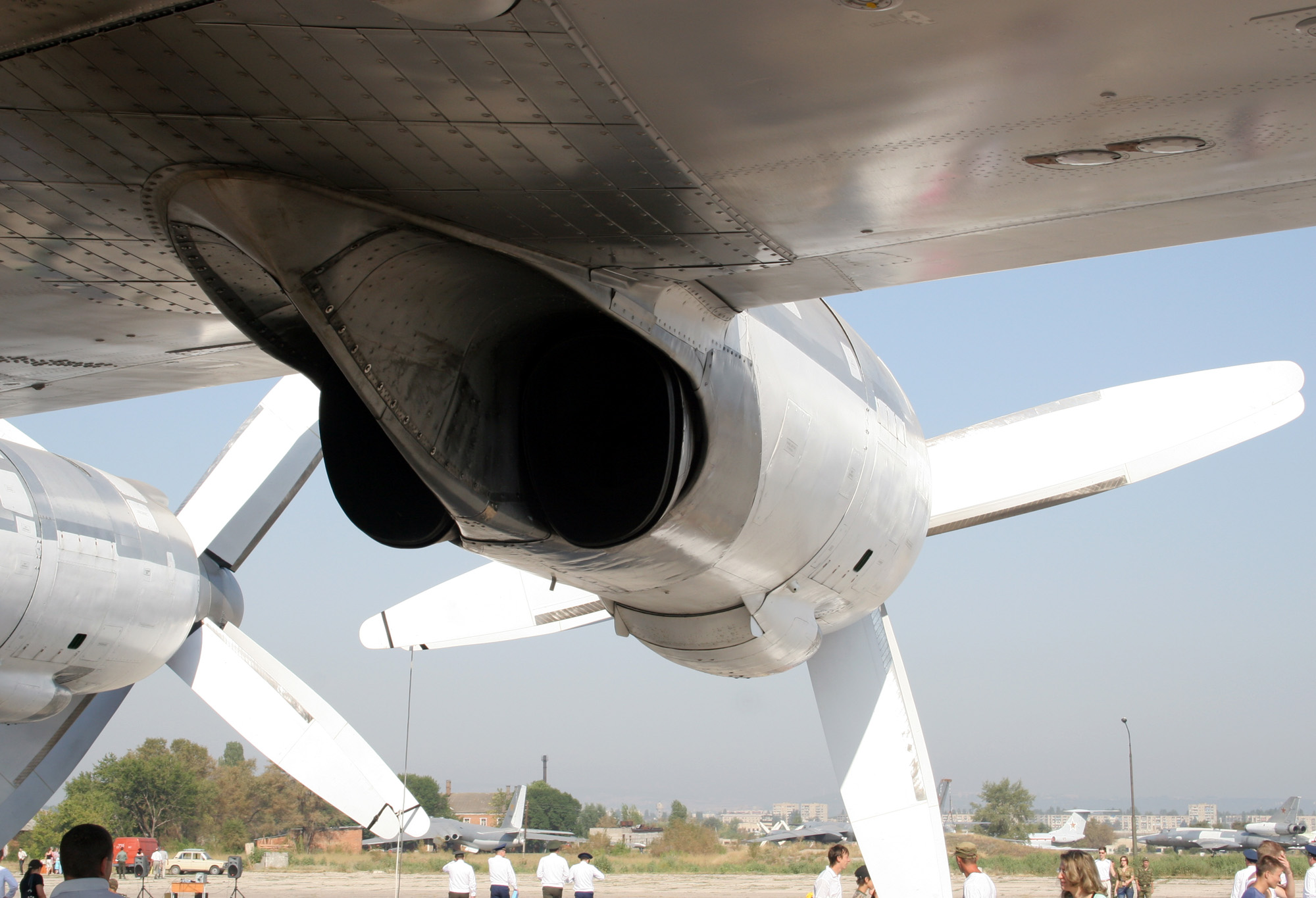
Самолёт Ту-95МС, мотогондола правого внешнего (т. е. четвёртого) двигателя НК-12.